# Rond-point des Champs-Élysées-Marcel-Dassault
Pour les articles homonymes, voir Dassault.
Le rond-point des Champs-Élysées-Marcel-Dassault, anciennement mais encore parfois dénommé dans l'usage rond-point des Champs-Élysées, est une place du 8e arrondissement de Paris, capitale de la France.

## Situation et accès
Ce rond-point relie deux segments de l’avenue des Champs-Élysées, avec l’avenue Montaigne (au sud), l’avenue Matignon (au nord) et l’avenue Franklin-D.-Roosevelt (de part et d'autre), en bordure occidentale des jardins des Champs-Élysées, non loin du Petit Palais et du Grand Palais.

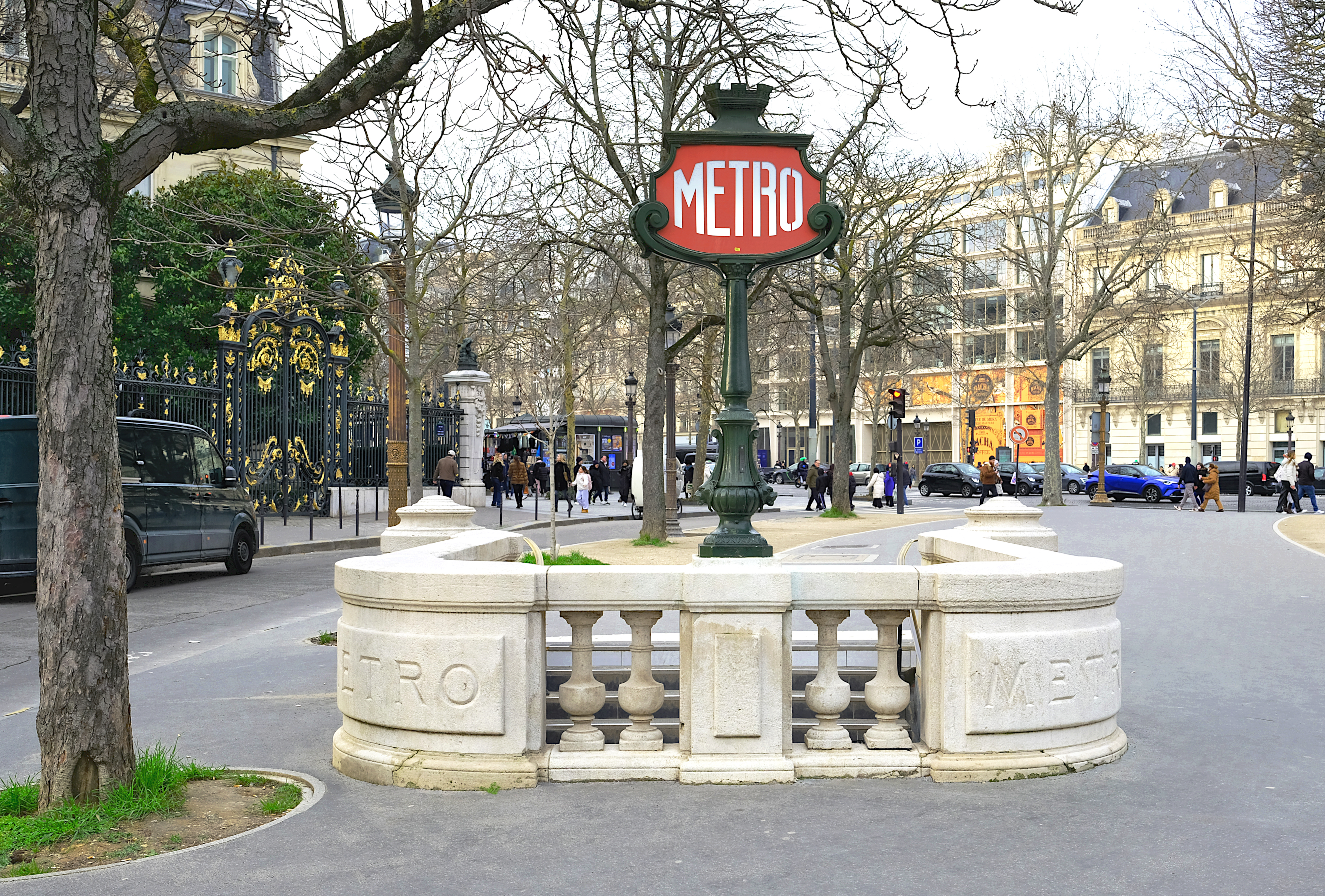
Rond-Point des Champs-Elysées, côté avenue Montaigne.
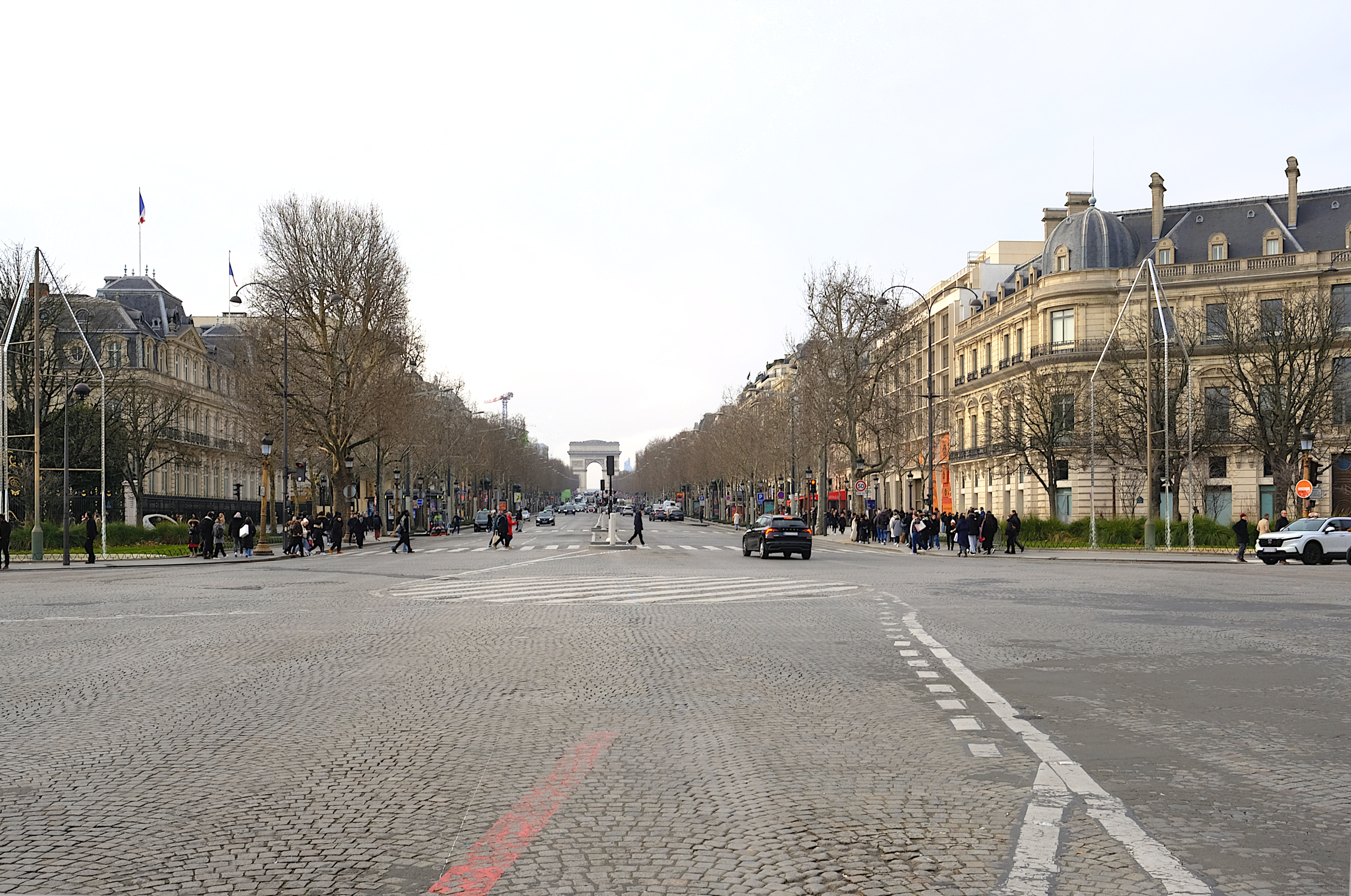
L'avenue des Champs-Elysées traverse ce rond-point.
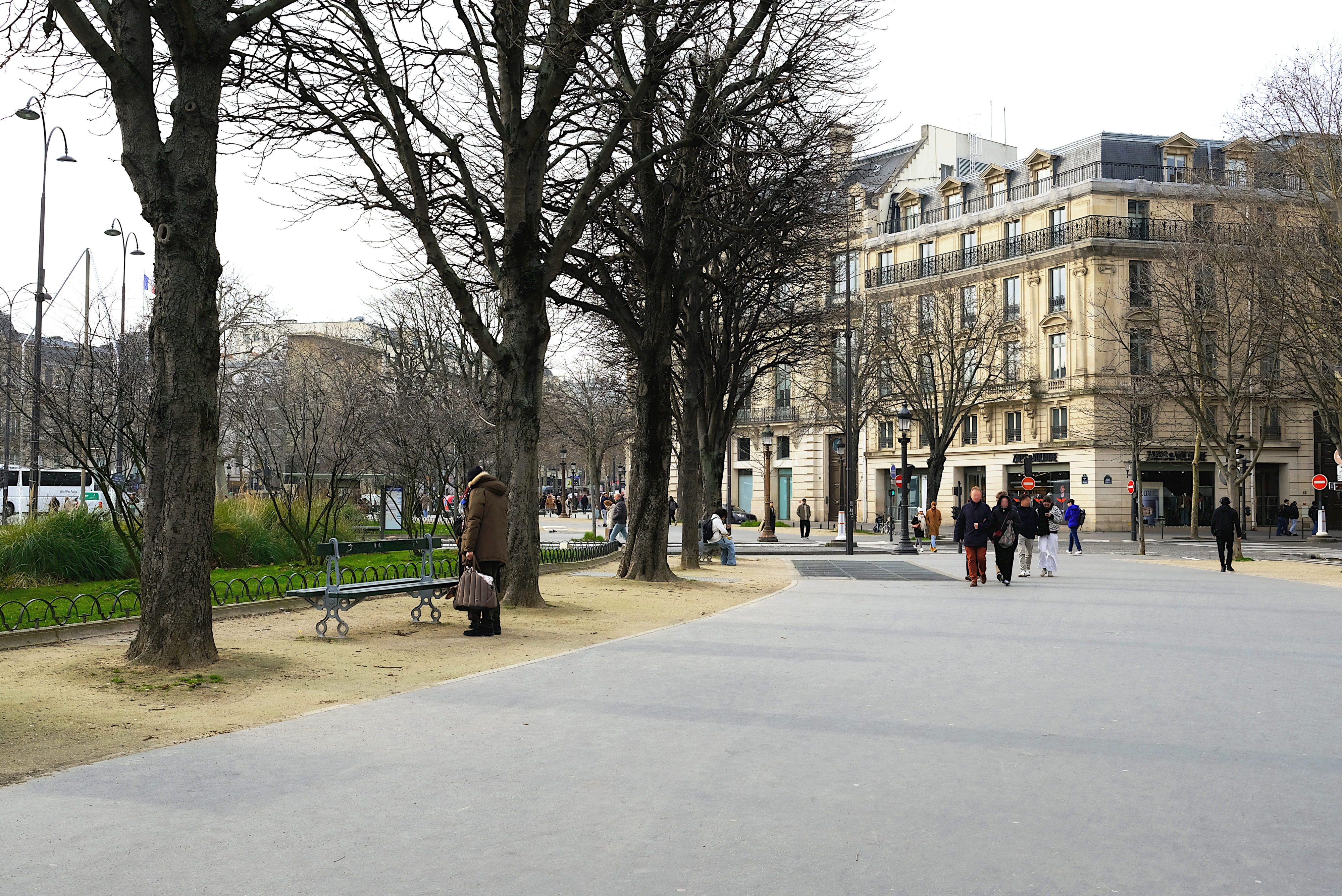
Rond-Point des Champs-Elysées, côté avenue Matignon.

Ce site est desservi par la station de métro Franklin D. Roosevelt.

## Origine du nom
Ce rond-point doit son nom à l'avenue des Champs-Élysées, au milieu de laquelle il est placé et en l’honneur de Marcel Dassault, constructeur d’avions, homme politique et homme de presse, propriétaire de l'hôtel Marcel-Dassault, qui borde la place, et qui y avait installé ses bureaux.

## Historique

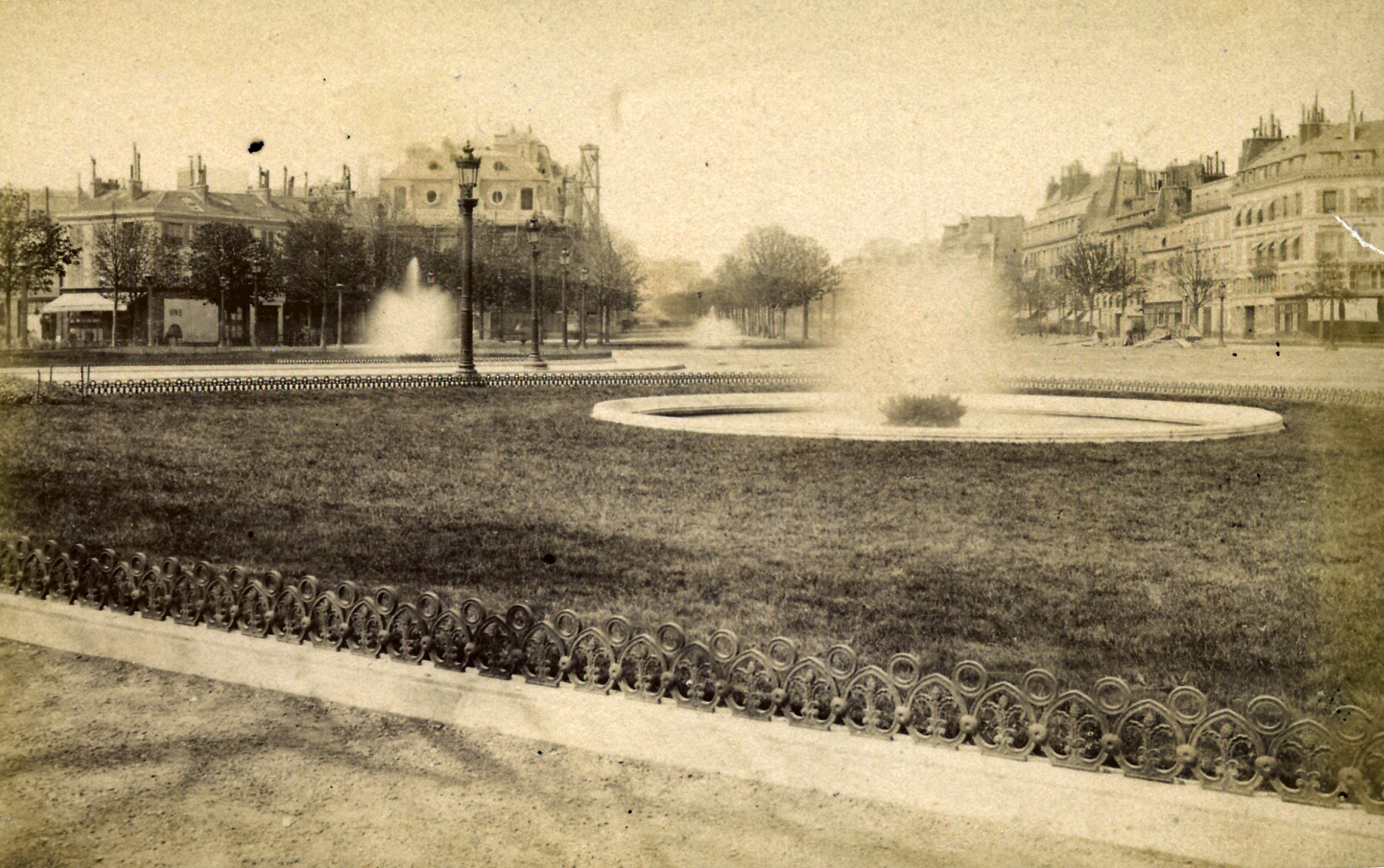
Le rond-point vers 1880.

D'un diamètre de 164 mètres, le rond-point des Champs-Élysées a été originellement tracé par André Le Nôtre en 1670 comme terminus de la grande allée du Roule. 
En 1771, un luxueux parc de loisirs, le Colisée, est inauguré au niveau du rond-point des Champs-Élysées, entre l'avenue Matignon et la rue Jean-Mermoz, mais il ne tarde pas à péricliter car le public hésite à se rendre le soir dans ce quartier mal famé, et la compagnie qui exploite l'établissement fait faillite dès 1780. Les constructions sont démolies à l'exception d'un pavillon donnant sur le rond-point qui devient une sorte de guinguette sous le nom de Salon de Flore. Elle est vendue à son tour en 1823. Le terrain est loti et l'actuelle rue Jean-Mermoz est percée à l'emplacement de la naumachie.
Sous la Révolution française, la Convention nationale ordonne d'y édifier une statue de Jean-Jacques Rousseau mais ce projet n'est pas mis à exécution ; en revanche, un tertre de gazon y rappelle pendant quelques mois l'assassinat de Marat.
En 1817, un immense jet d'eau, baptisé « la Gerbe » est créé au centre du rond-point. En 1828, une ordonnance royale prescrit d'y élever une statue de Louis XV mais la révolution de 1830 met un terme à ce projet. En 1831, on édifie au centre de la place un grand bassin, beaucoup moins politique, qui reste en place jusqu'en 1854 avant d'être enlevé comme gênant la circulation. En 1863, six petites fontaines disposées autour de l'ancien grand bassin sont érigées par Adolphe Alphand. En 1932, René Lalique y crée des jets d'eau en verre, démontés en 1958 à cause de leur fragilité, et remplacés par de nouveaux, conçus par Max Ingrand. Initialement en verre, ils sont rapidement remplacés par des copies en plastique, qui jaunissent au fil des années.
La place est devenue officiellement le « rond-point des Champs-Élysées-Marcel-Dassault » en 1991.
En 2017-2018, les six fontaines (mises hors service en 1998 à cause d'un système hydraulique défaillant et de dégradations commises lors de la célébration de la victoire de l'équipe de France de football à la Coupe du monde) sont réhabilitées et transformées par les designers Ronan et Erwan Bouroullec, pour un coût de 2,5 millions d'euros. La restauration des bassins, prise en charge par le Qatar, s'élève à 4 millions d'euros.

## Bâtiments remarquables et lieux de mémoire

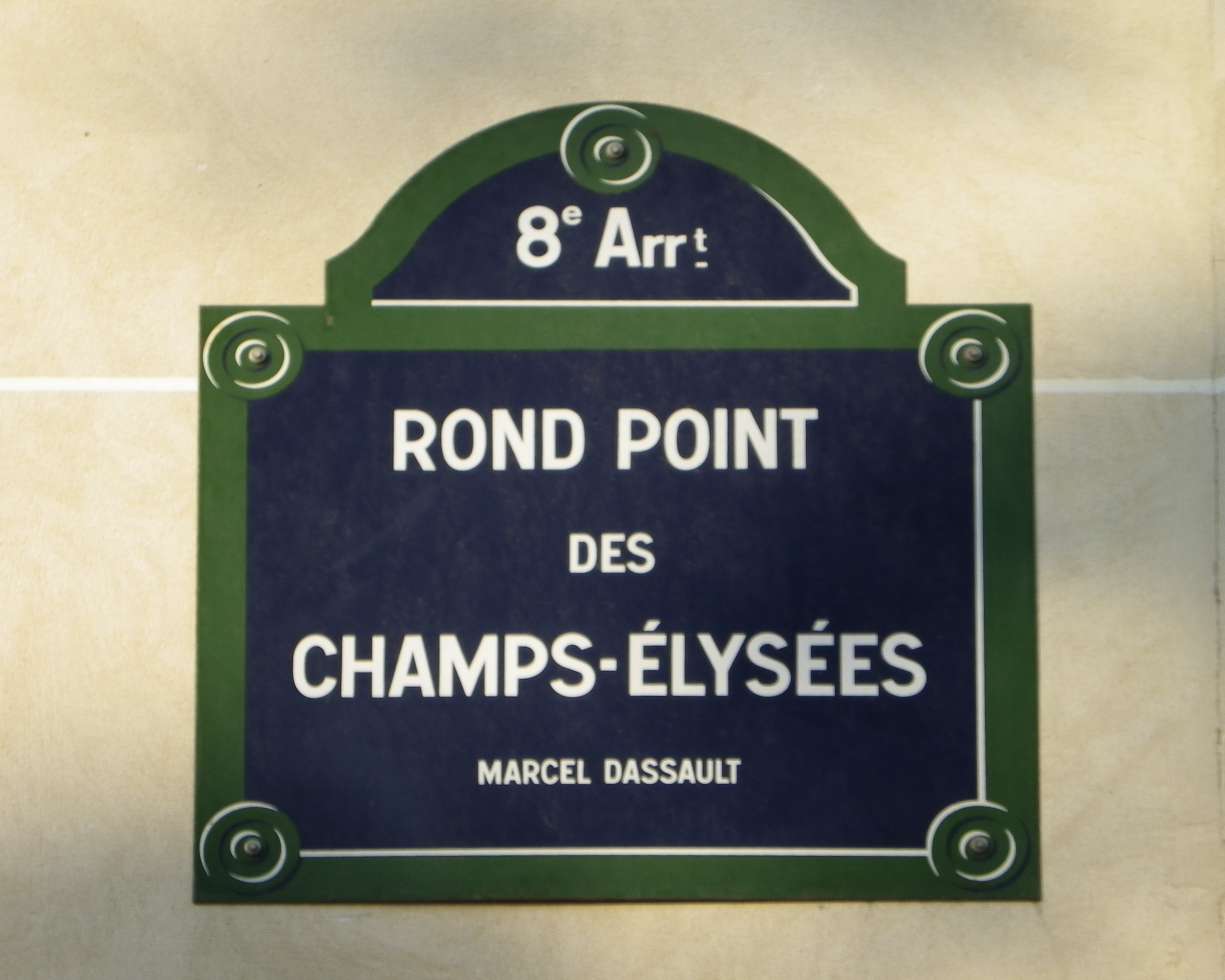
Plaque du rond-point des Champs-Élysées.

- No 1 : à l'emplacement de l'immeuble qui fait aujourd'hui l'angle avec l'avenue Franklin-D.-Roosevelt se trouvait la maison de Joseph Oller (1839-1922), entrepreneur de spectacles, d'origine catalane, propriétaire du bal Mabille, fondateur du Moulin Rouge, de l'hippodrome de Maisons-Laffitte, de l'Olympia, du Théâtre des Nouveautés et du parc d'attractions dénommé « Jardin de Paris », situé sur l'actuelle place du Canada. L'hôtel fut ensuite la propriété du baron Napoléon Gourgaud (1881-1944) et de la baronne, née Eva Gebhard (1876-1959), fille d'un riche banquier américain qu'il avait épousée en 1917. Ils y avaient accumulé une exceptionnelle collection de tableaux impressionnistes et modernes (dont une partie importante a été donnée par la baronne Gourgaud au musée national d'art moderne) ainsi que d'objets d'art. Le portrait de la baronne Gourgaud a été peint en 1923 par Marie Laurencin[5]. En 1925, le couturier Paul Poiret ouvrit à cette adresse une boutique-vitrine avec une entrée sur l'avenue Victor-Emmanuel-III (actuelle avenue Franklin-D.-Roosevelt). Lors de la création par le gouvernement du Front populaire du ministère de l'Économie nationale, ses services administratifs prirent à bail[6] cet immeuble, d’une superficie de 1 030 m2 et comportant trois étages, qui appartenait depuis 1931 à la Caisse des dépôts et consignations, pour y installer les services dont l’activité était orientée vers le contrôle et la réglementation des prix et des marchés[7]. Ces services restèrent dans cet immeuble malgré la suppression du ministère de l'Économie nationale dès 1937. Au cours de l’immédiat après-guerre, l’installation du personnel supervisant les prix fut en effet confirmée à cette adresse, à laquelle s'installèrent également du personnel du Comité national des prix créé à la fin de l’année 1947. Devenu direction générale deux ans plus tard, le service des Prix conserva encore quelques années son implantation sur le rond-point avant de rejoindre au début des années 1950 les nouveaux locaux du quai Branly[8]. L'immeuble abrite aujourd'hui la maison de couture Elie Saab.
- No 2 : emplacement de l'hôtel meublé où mourut en 1864 le compositeur Giacomo Meyerbeer. La légation d'Italie s'y installa en 1867.

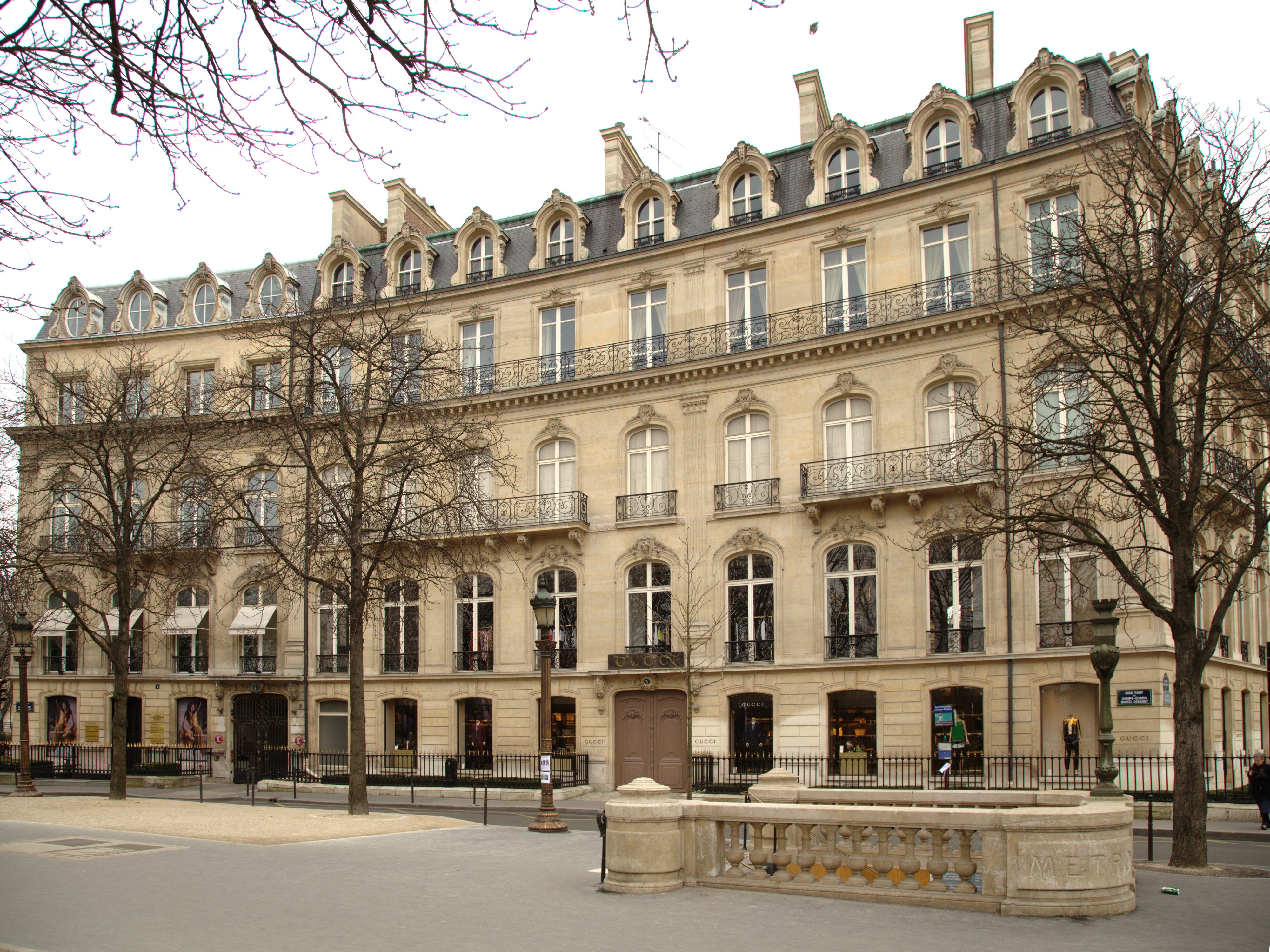
Les nos 1 et 3.

- No 3 et 60 avenue Montaigne : hôtel d'Hautpoul. Construction haussmanienne de style homogène avec celle du no 1, qui devient l'hôtel Massion en 1910[9]. L'hôtel Massion est un édifice d'une superficie de 4 000 m2, reconnu pour avoir accueilli des institutions de renom au fil des décennies. Il est acquis en 1910 par le notaire Paul Charles Hippolyte Massion, grâce aux fruits de la cession[10] en 1903 de la parcelle au 38 boulevard Haussmann à Théophile Bader et son cousin alsacien Alphonse Kahn, afin de réaliser l'extension des Galeries Lafayette. L'étude notariale XXXIV est fondée en 1585[Information douteuse]. Paul Massion en cède la direction à son clerc Léon Émile Bucaille, devenu son gendre, qui la dirige jusqu'à son décès. L'étude, après plusieurs déménagements à travers Paris, s'installe successivement au 58 boulevard Haussmann en 1909, puis rue du Faubourg-Saint-Honoré, et enfin rue La Boétie, où elle est encore située de nos jours. Le fils de Léon Émile Bucaille, Pierre Marcel Bucaille (1907-1993), polytechnicien et chevalier de la Légion d'honneur, reprend l'étude en 1937 et la dirige jusqu'en 1962. Retiré de la vie des affaires, Paul Massion s'installe en 1911 au troisième étage du 3 rond-point des Champs-Élysées avec son épouse bretonne (Dinard) Hélène Gravelat (1859-1921). Dès 1912, ils louent les 1 500 m2 de l'entrée avec l'escalier d'honneur au couturier Jérôme Feldstein et son épouse Eugénie Schoenen, lesquels résidaient jusque là au 7, rue de Mogador[11]. En 1938, c'est le couturier suisse Robert Piguet (1898-1953), qui prend la relève, en y installant son atelier de haute-couture. Issu d'une famille de banquiers, Piguet manifeste dès son jeune âge une passion pour la mode, confectionnant des vêtements pour ses proches et s'intéressant aux techniques artisanales telles que le batik. En 1918, à l'âge de 20 ans, Piguet s'installe à Paris pour poursuivre sa vocation, malgré les réticences familiales. Il travaille d'abord avec Paul Poiret au 1 rond-Point des Champs-Elysées, puis rejoint la maison Redfern, où il affine son style et acquiert une réputation de designer talentueux. En 1933, Piguet fonde sa propre maison de couture, se distinguant par des ensembles élégants et des robes de soirée romantiques. C'est en 1938 que Piguet déplace son salon au 3 rond-Point des Champs-Élysées et attire l'élite parisienne et les artistes de l'époque. C'est là que Piguet a formé de futurs grands noms de la couture, notamment Christian Dior, qui travaille pour lui en 1937, et Hubert de Givenchy. Dior a déclaré : « Robert Piguet m'a appris les vertus de la simplicité à travers lesquelles doit venir la vraie élégance ».
- Depuis juin 2001, les 4 000 m2 de l'hôtel Massion sont principalement détenus via deux sociétés civiles immobilières :
  - SCI Massion I, immatriculée en juin 2001, qui détient la pleine propriété de 1 500 m2, loués depuis juin 2001 à la marque italienne Gucci, fleuron du groupe Kering. Les revenus locatifs de cet emplacement prestigieux sont passés de 2,6 millions d'euros par an en 2006 à 3,8 millions d'euros par an en 2014.
  - SCI Massion II, propriétaire de 850 m2, répartis en trois appartements situés au deuxième étage droit et au troisième étage.
Outre ces 2 350 m2 détenus par les deux SCI, quatre autres appartements (rez-de-chaussée, deuxième étage gauche, quatrième étage gauche et droite, chambres sous mansarde) appartiennent aux deux branches familiales Huchet de La Bédoyère (descendants du royaliste et bibliophile le comte Henri, qui a voté la mort de son frère, le général Charles Angélique François Huchet de La Bédoyère, maréchal et aide-de-camp de l'empereur Napoléon Ier, qui est enterré au cimetière du Père-Lachaise) et Chaumont-Quitry, depuis deux donations intervenues le 5 avril 2012, au cours desquelles Christiane Bucaille, veuve de Charles-Guy Huchet de La Bédoyère, a donné la nue-propriété de 20 % des parts sociales de la SCI Massion I et 20 % des parts sociales de la SCI Massion II. Ces donations ont été orchestrées par l'étude notariale Cheuvreux et ont entraîné un redressement fiscal. La valorisation de cet immeuble prestigieux est au cœur de litiges successoraux liés à la liquidation de la succession de Christiane Bucaille, décédée le 9 février 2016, remettant en cause les évaluations patrimoniales réalisées dans le cadre des donations de 2012. En août 2021 et février 2024, des changements significatifs sont intervenus dans l'actionnariat des SCI Massion I et II, actant le retrait de certains associés historiques. Ces opérations ont été supervisées par maître Murielle Gamet, de l'étude notariale Cheuvreux, et maître Catherine Saint-Geniest, du cabinet d'avocats Jeantet.

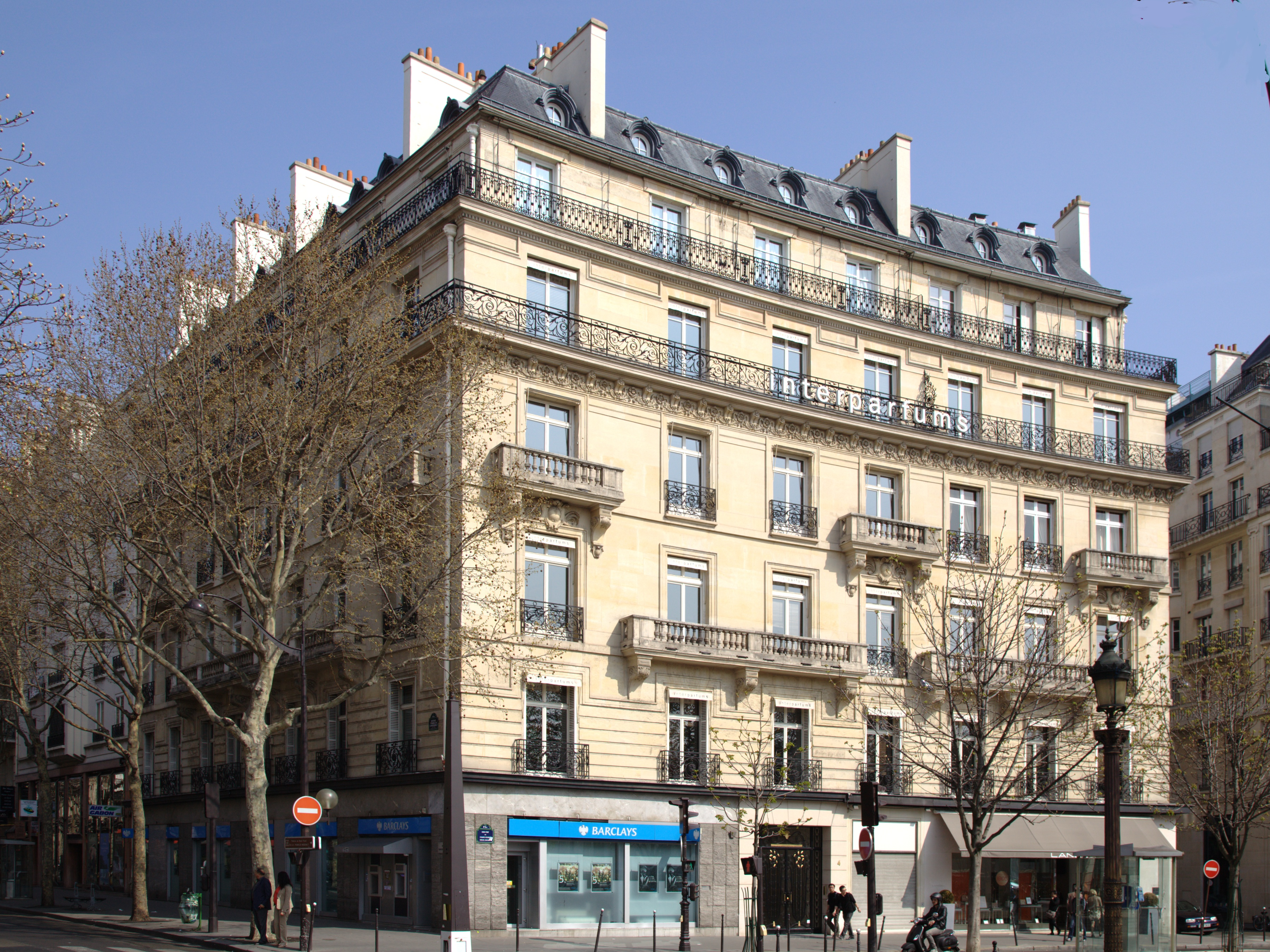
Les nos 4 et 6.

- No 4 : premier salon de couture de Jean Patou.
- No 6 : Jules Siegfried (1837-1922) s'installa dans un grand appartement de cet immeuble lorsqu'il fut élu député de la Seine-Inférieure en 1885 et quitta alors Le Havre, dont il était maire, pour habiter Paris. Son fils, André Siegfried, y situe quelques-uns de ses Souvenirs de la IIIe République. Émile Bieckert y habitait en 1896.

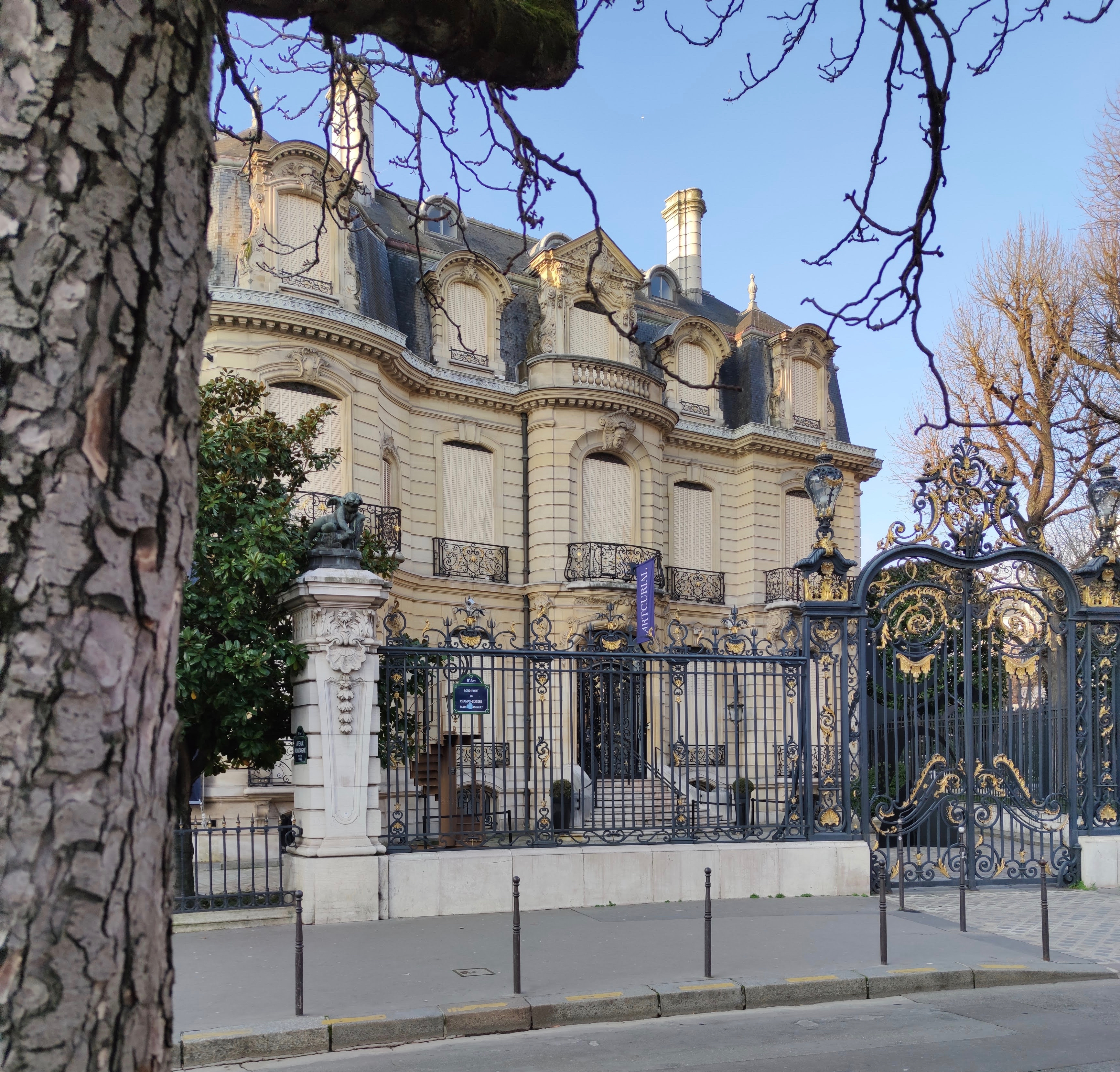
L'hôtel d'Espeyran au no 7.

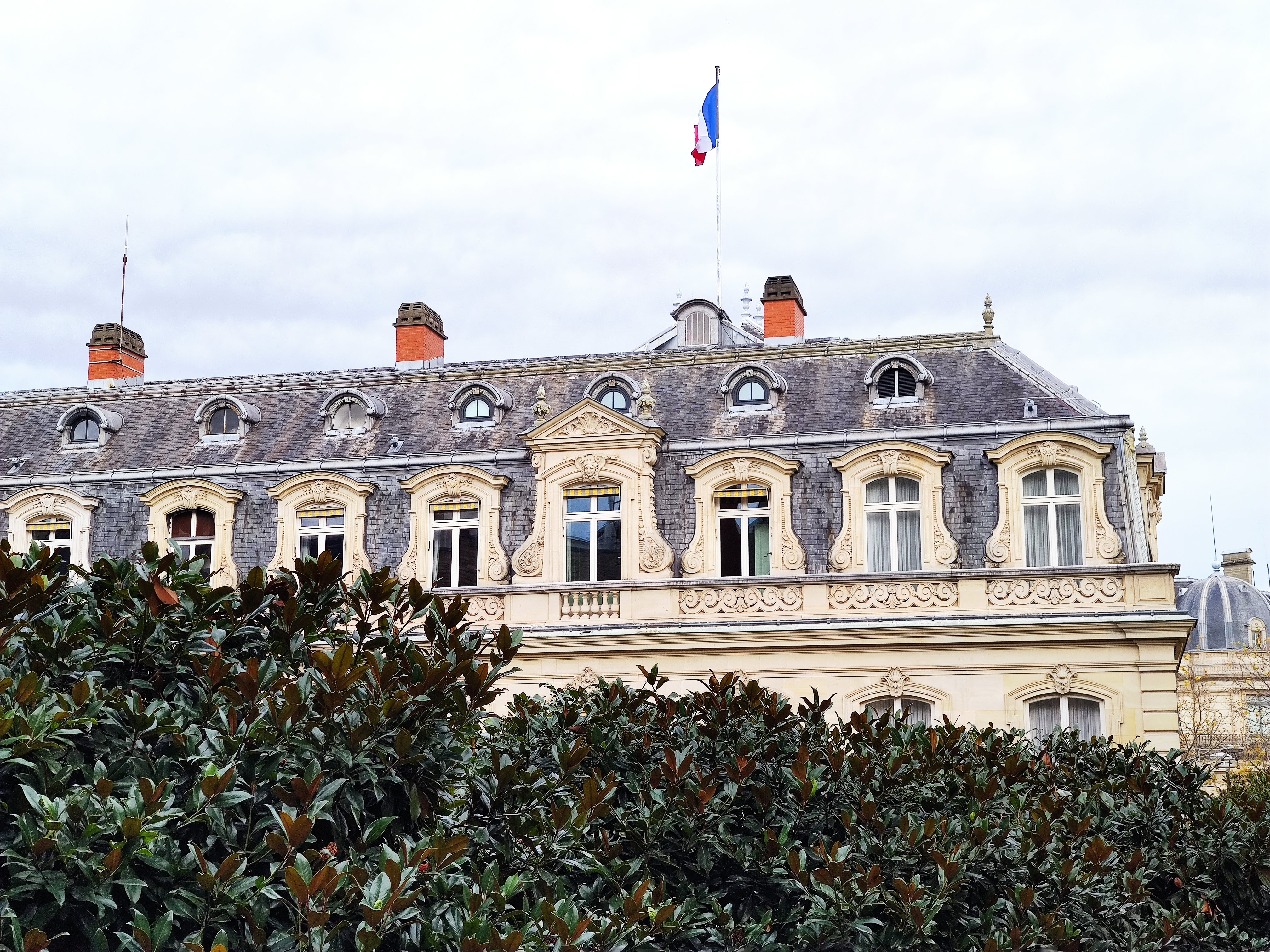
L'hôtel Le Hon au no 9, vu de l'hôtel d'Espeyran voisin.

- No 7 : hôtel d'Espeyran. Hôtel particulier construit en 1888 en style néo-Louis XV par l'architecte Henri Parent[12] pour Félicie Durand (1819-1899), veuve de Frédéric Sabatier d'Espeyran (1813-1864), d'une riche famille de négociants et propriétaires originaires de Montpellier, qui s'installe à Paris avec leur fils Guillaume (1850-1938) après le décès de son mari. L'hôtel est ensuite habité par la comédienne Sophie Croizette (1847-1901), avant qu'elle ne quitte le théâtre[13],[14]. L'hôtel abrite, depuis 2002, le siège de la maison de ventes aux enchères Artcurial.
- No 9 : hôtel du Rond-Point. Hôtel particulier construit en 1874 dans le style néo-Louis XV pour Félicie Sabatier d'Espeyran par l'architecte Henri Parent[15]. Le chiffre de la famille Sabatier d'Espeyran se lit sur les ferronneries des balcons. Cette construction a fait disparaître — ou, du moins, rendu complètement méconnaissable — le somptueux hôtel[16] que le duc de Morny avait fait construire dans les années 1840 dans le goût néo-Renaissance par les architectes Louis Moreau et Victor Lemaire pour sa maîtresse, la comtesse Le Hon (1808-1880). Acquis en 1861 par la Ville de Paris, en même temps que l'hôtel de Morny (voir le 15, avenue des Champs-Élysées), l'hôtel Le Hon est loué, entre 1866 et 1874, au chevalier Nigra, ambassadeur d'Italie en France. Le 5 août 1874, il est acquis par Mme Sabatier d'Espeyran pour la somme d'un million de francs. Lors de la nouvelle création du ministère de l'Économie nationale à la fin de 1944, une partie de ses services administratifs louèrent les hôtels des nos 7 et 9[17], notamment une partie de la direction de la Coordination économique (no 9) et la direction de la Documentation et des Études économiques, devenue en avril 1946 direction du Plan et de la Documentation[8]. En juillet 1952, Marcel Dassault apprend que les deux immeubles des nos 7 et 9, sur un terrain de 3 000 m2 sont mis en vente par la famille Sabatier d'Espeyran. De premiers aménagements sont effectués par son ami l'architecte Georges Hennequin. Marcel Dassault souhaite disposer d'une vaste salle de réception, mais la désirant sans piliers, il est nécessaire d'effectuer des travaux neufs, ce qu'il préfère au demeurant. Aussi rachète-t-il successivement, le long de l'avenue des Champs-Élysées, l'hôtel de Morny puis l'immeuble suivant, abritant une brasserie alsacienne, une agence de voyages et des bureaux. Il peut ainsi faire agrandir l'hôtel du Rond-Point en doublant la construction en longueur le long de l'avenue, en 1962[18]. Cet agrandissement fait disparaître le petit hôtel que le duc de Morny avait fait construire pour lui-même (surnommé plaisamment à l'époque « la niche à Fidèle ») en 1844 et qui s'ouvrait sur les Champs-Élysées (voir le 23, avenue des Champs-Élysées). En respectant le style original de la façade, l'industriel peut ainsi disposer au rez-de-chaussée d'un salon de réception de style Louis XVI de 400 m2, de trois étages de bureaux où il installe son magazine Jours de France, et d'une salle de cinéma de 82 places en sous-sol[19]. La charpente de l'immeuble est réalisée en poutrelles métalliques recouvertes de pierre. La salle de réception ne comporte aucun pilier ; elle est soutenue par une poutre drapeau métallique de 57 tonnes. Sous le jardin intérieur, Marcel Dassault fait aménager un parking pouvant abriter 65 voitures, construit sans piliers afin d'éviter les accidents. L'immeuble abrite toujours le siège du groupe industriel Marcel Dassault. Le rez-de-chaussée est essentiellement constitué de salons de réception dont le premier est très directement inspiré du salon de la Princesse de l'hôtel de Soubise, rue des Francs-Bourgeois. Le grand escalier est décoré de panneaux de scènes de chasse peintes par Alfred de Dreux[20].

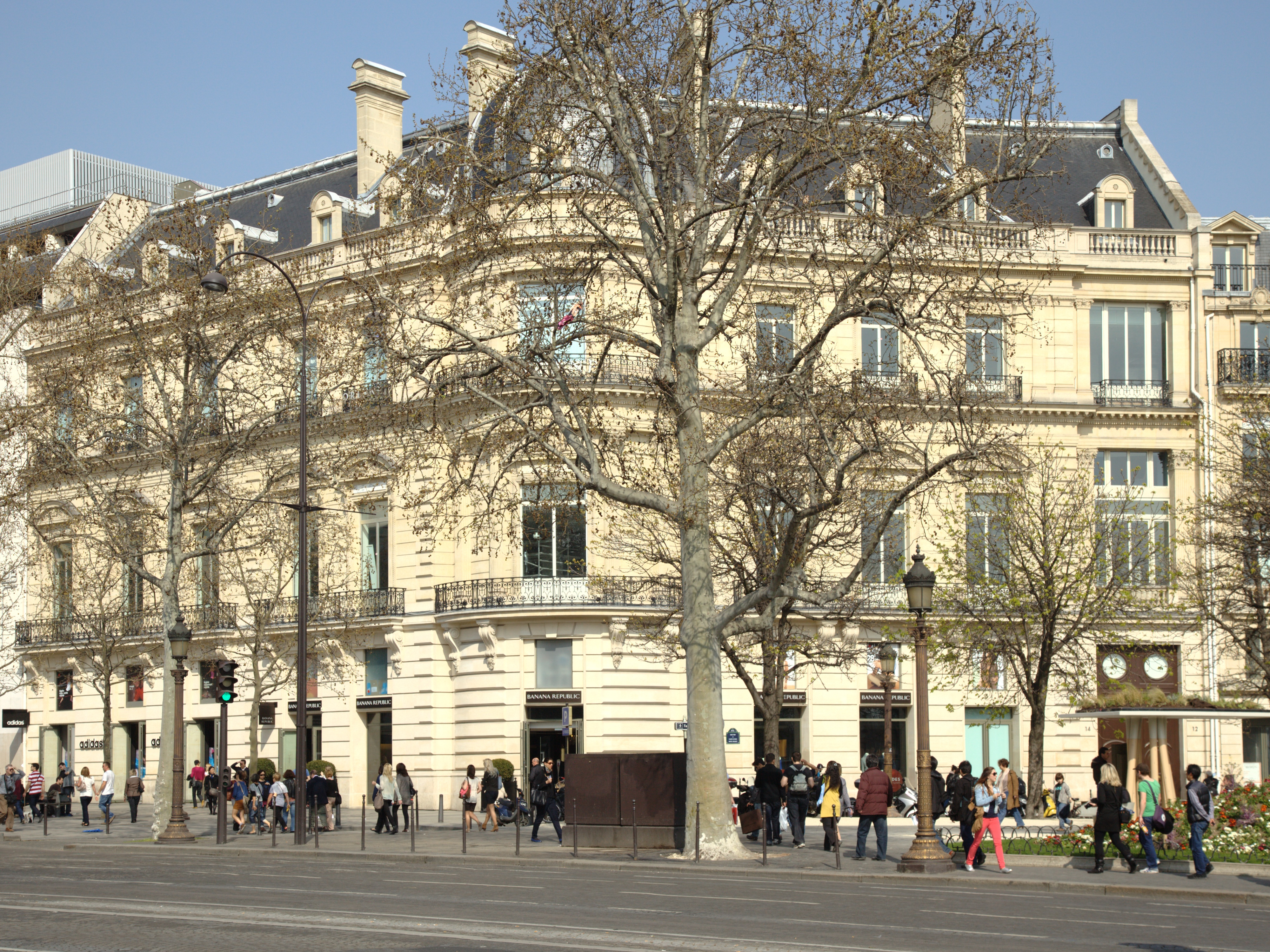
Les nos 12 et 14.

- Nos 12-14 : hôtel Bamberger. À l'origine, l'hôtel particulier situé à cette adresse fut édifié pour le financier belge Henri Bamberger (1826-1910), directeur de la Banque de crédit et de dépôts des Pays-Bas et l'un des fondateurs de la Banque de Paris et des Pays-Bas, qui « avait installé dans ce palais tous les signes de sa fortune et l'infortune de sa singulière laideur […] Entre autres disgrâces, une difformité, qui l'avait fixé pour toujours dans l'attitude du chasseur prêt à tirer, lui avait fait donner, dans la société où il avait tenu à s'imposer, le sobriquet de Couche-en-joue. […] Il paraît qu'il avait jeté son dévolu sur une demoiselle Minnie David. Mais celle-ci préféra devenir Mme Paul Bourget. […] Finalement, Couche-en-joue fut agréé par Mlle de Moracin, fille du baron de Moracin, et cette alliance avec une catholique n'alla pas sans soulever maints commentaires […][21] ». M. Bamberger voulut faire don de son hôtel au Jockey Club de Paris lorsque celui-ci chercha un nouveau siège en posant pour seule condition d'y être admis, mais le cercle déclina hautement la proposition et s'installa rue Scribe. L'hôtel abrita ensuite le quotidien Le Figaro et l'Association des Français libres (1945-1957). Siège de la maison de couture Jean Dessès après 1958.
- Théâtre du Rond-Point : son adresse exacte est le 2 bis, avenue Franklin-D.-Roosevelt.

### Littérature

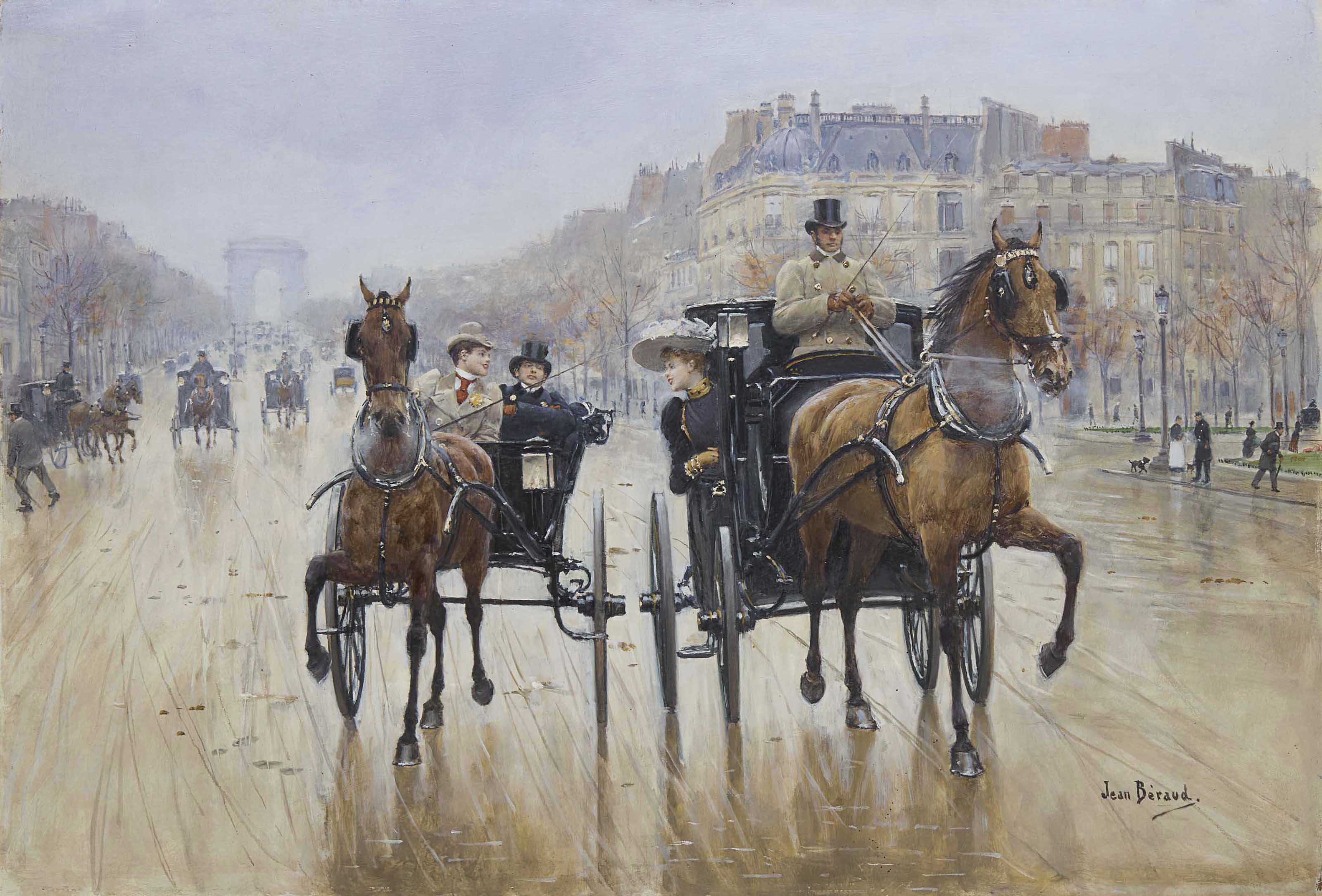
Jean Béraud, Rond-Point des Champs-Élysées, vers 1880.

Dans À l'ombre des jeunes filles en fleur, l'écrivain Marcel Proust évoque un « chalet de nécessité » tenu sur le rond-point par une dame-pipi au titre de « marquise ».